# Körlyrik
Körlyrik är en form av lyrik som förekom under antiken. 
Körlyriken är i sin grundform ett växelspel mellan körledare och kör som kan utvecklas till att ha med en eller flera skådespelare i växelspelet. Körlyriken framfördes med musikstöd av flöjt och dans. Alkman och Pindaros är kända författare av körlyriska verk.
Paian är en term inom körlyriken som var en form av hyllningsdikt till gudarna.